# Seed (Fernsehserie)
Seed ist eine kanadische Sitcom, die von Joseph Raso für den Fernsehsender CityTV entwickelt wurde. Die Erstausstrahlung in Kanada begann am 4. Februar 2013. Die Serie erhielt positive Kritiken, wurde jedoch nach zwei Staffeln eingestellt.

## Handlung
Harry Dacosta ist 30 Jahre alt, Junggeselle und Barkeeper, der andauernd pleite ist. Er hat weder einen Plan für die Zukunft noch will er Verantwortung übernehmen. In der Vergangenheit war er Samenspender, um an Geld zu kommen. Von einem Tag auf den anderen verkompliziert sich sein Leben zunehmend, da plötzlich der zehnjährige Billy vor seiner Tür steht und ihm eröffnet, dass er sein Sohn sei. Als wäre das nicht schon genug, taucht auch noch die pubertierende fünfzehnjährige Anastasia mit ihren neurotischen Eltern Janet und Jonathan Colborne auf. Und dann ist da noch seine schwangere Busbekanntschaft Rose.

## Besetzung und Synchronisation
Die Synchronisation entstand unter der Dialogregie von Ulrike Lau durch die Synchronfirma SDI Media Germany GmbH in Berlin.
| Figur                | Darsteller           | Deutscher Sprecher  |
| -------------------- | -------------------- | ------------------- |
| Harry Dacosta        | Adam Korson          | Ozan Ünal           |
| Rose Maybely         | Carrie-Lynn Neales   | Dascha Lehmann      |
| Michelle Krasnoff    | Amanda Brugel        | Christin Marquitan  |
| Zoey Jones           | Stephanie Anne Mills | Giuliana Jakobeit   |
| Dr. Janet Colborne   | Laura De Carteret    | Antje von der Ahe   |
| Jonathan Colborne    | Matt Baram           | Rainer Fritzsche    |
| Irene                | Vanessa Matsui       | Annina Braunmiller  |
| Anastasia Colborne   | Abby Ross            | Friedel Morgenstern |
| Billy Jones-Krasnoff | William Ainscough    | Jaro Haggège        |

## Ausstrahlung
Kanada
Die erste Staffel wurde zwischen dem 4. Februar und dem 29. April 2013 ausgestrahlt. Die zweite Staffel feierte am 6. März 2014 Premiere. Das Serienfinale lief am 5. Juni 2014.
Vereinigte Staaten
Die Ausstrahlung in den Vereinigten Staaten hat sich The CW gesichert. Die Serie feierte dort Mitte Juni 2014 Premiere, wurde aber schon nach einigen Episoden aus dem Programm genommen.
Deutschland
In Deutschland sicherte sich der deutsche Disney Channel die Rechte an der Serie. Die erste Staffel wurde seit dem 7. Januar 2015 ausgestrahlt. Die zweite Staffel wurde im Anschluss an die letzte Folge der ersten Staffel am 18. Februar 2015 gesendet. Nach der zehnten Episode der ersten Staffel wurde die Serie aus dem Mittwochabend-Programm ins Freitagnacht-Programm verlegt, einige Episoden später wurde sie ins Montagnacht-Programm verlegt. Nach dem Ende der zweiten Staffel werden trotz der schlechten Einschaltquoten Wiederholungen im Montagnacht-Programm ausgestrahlt.

## Episodenliste

### Staffel 1
| Nr. (ges.) | Nr. (St.) | Deutscher Titel                             | Originaltitel                 | Erstausstrahlung Kanada | Deutschsprachige Erstausstrahlung (D) |
| ---------- | --------- | ------------------------------------------- | ----------------------------- | ----------------------- | ------------------------------------- |
| 1          | 1         | XC 3000                                     | Ill Conceived                 | 4. Feb. 2013            | 7. Jan. 2015                          |
| 2          | 2         | Nummer drei                                 | Zygote Problems               | 11. Feb. 2013           | 7. Jan. 2015                          |
| 3          | 3         | Rhythmische Verrenkungen                    | The Rhythmic Gymnastic Method | 18. Feb. 2013           | 14. Jan. 2015                         |
| 4          | 4         | Ultraschall und Wahn                        | The Ultrasound and the Fury   | 25. Feb. 2013           | 14. Jan. 2015                         |
| 5          | 5         | Geburt eines Handlungsreisenden             | Birth of a Salesman           | 4. März 2013            | 21. Jan. 2015                         |
| 6          | 6         | Wie sage ich's meinem Boss?                 | Corner Orifice                | 11. März 2013           | 21. Jan. 2015                         |
| 7          | 7         | Eine fetale Affäre                          | Fetal Attraction              | 18. März 2013           | 28. Jan. 2015                         |
| 8          | 8         | Das Schwangerschaftssyndrom                 | Bromozomes                    | 25. März 2013           | 28. Jan. 2015                         |
| 9          | 9         | Wissen sie, was sie tun?                    | Rebel Without Lamaze          | 1. Apr. 2013            | 4. Feb. 2015                          |
| 10         | 10        | Der Fluch der alten Dame                    | Womb-Mates                    | 8. Apr. 2013            | 4. Feb. 2015                          |
| 11         | 11        | Vertrauen ist gut, Kontrolle ist schlechter | The Sperm Whale               | 15. Apr. 2013           | 14. Feb. 2015                         |
| 12         | 12        | Das Früchtchen fällt nicht weit vom Stamm   | Always Use a Condo            | 22. Apr. 2013           | 14. Feb. 2015                         |
| 13         | 13        | Einfach umwerfend!                          | At Your Cervix                | 29. Apr. 2013           | 21. Feb. 2015                         |

### Staffel 2
| Nr. (ges.) | Nr. (St.) | Deutscher Titel                   | Originaltitel                | Erstausstrahlung Kanada | Deutschsprachige Erstausstrahlung (D) |
| ---------- | --------- | --------------------------------- | ---------------------------- | ----------------------- | ------------------------------------- |
| 14         | 1         | Wie der Vater, umso mehr der Sohn | The Second Coming            | 6. März 2014            | 21. Feb. 2015                         |
| 15         | 2         | Besetzungscouch                   | Consenting Adults            | 13. März 2014           | 28. Feb. 2015                         |
| 16         | 3         | Kein Guthaben auf der Harry-Bank  | To Breed Or Not To Breed     | 20. März 2014           | 28. Feb. 2015                         |
| 17         | 4         | Der Gaia-Tag                      | Safe Sects                   | 27. März 2014           | 3. März 2015                          |
| 18         | 5         | Jonathan, der Rechteck-Zauberer   | Getting Tail                 | 3. Apr. 2014            | 3. März 2015                          |
| 19         | 6         | Das Heft unterm Bett              | Mall My Children             | 10. Apr. 2014           | 10. März 2015                         |
| 20         | 7         | Das böse S-Wort                   | Mother Sucker                | 24. Apr. 2014           | 10. März 2015                         |
| 21         | 8         | Das Wingbaby-Paradoxon            | The Bjorn Identity           | 1. Mai 2014             | 17. März 2015                         |
| 22         | 9         | Schwarzes Schaf, weißes Schaf     | Et Tattoo Bruté?             | 8. Mai 2014             | 17. März 2015                         |
| 23         | 10        | Kleine und große Lügen            | Drool Me Once                | 15. Mai 2014            | 24. März 2015                         |
| 24         | 11        | Doktorspielchen                   | Baby Doctor Strangelove      | 22. Mai 2014            | 24. März 2015                         |
| 25         | 12        | Die 10-Dates-Regel                | Premature Driver's Education | 29. Mai 2014            | 31. März 2015                         |
| 26         | 13        | Und der Vater ist …               | Thanks for Coming            | 5. Juni 2014            | 31. März 2015                         |

## DVD
In Deutschland erschien die erste Staffel am 27. Februar 2015 auf DVD. Die zweite Staffel erschien am 24. April 2015 auf DVD.
In den USA wurde die DVD-Fassung der ersten Staffel am 1. Juli 2016 veröffentlicht. Die zweite Staffel kann bisher nur bei dem Streamingportal Hulu gesehen werden.